# Ispovijesti (Augustin)
Ispovijesti (ili lat. Confessiones) naziv je trinaest autobiografskih knjiga, koje je napisao Aurelije Augustin između 397. i 398. godine. Danas se knjige većinom tiskaju zajedno pod imenom Ispovijesti svetog Augustina, kako bi se knjiga razlikovala od knjiga sličnog naziva, kao što su "Ispovijesti" Jean-Jacques Rousseaua. 
Djelo je klasične kršćanske duhovnosti. Napisano je na latinskom. Izvorni je naziv Ispovijest u 13 knjiga. Prvih devet od ukupnih 13 su knjige autobiografskog karaktera u kojima sv. Augustin opisuje svoj grješni život u mladosti. Ostale četiri su više teološkog i filozofskog karaktera. Naglašava važnost čistoće seksualnosti u životu vjernika, budući da ga je i samog prije obraćenja tlačio taj grijeh.
Knjiga govori o njegovom griješnom djetinjstvu i prelasku na kršćanstvo. Opće je mišljenje da je ovo prva zapadnjačka autobiografija ikada napisana, i bila je veoma utjecajan model za kršćanske pisce sljedećih 1000 godina srednjeg vijeka. To nije potpuna autobiografija jer je napisana u njegovim ranim 40-tim a živio je još dugo nakon toga, pa je kasnije napisao i drugo važno djelo Božja država. Ona nam daje pregled evolucije Augustinovog razmišljanja i to je najbolji zapis o bilo kojem pojedincu iz tog razdoblja. Knjiga je važno teološko djelo. 

## Vanjske poveznice
- New Advent istraživanje "Ispovijesti"
- "Ispovijesti" na latinskom  Arhivirana inačica izvorne stranice od 28. listopada 2007. (Wayback Machine)
- Engleski prijevod
- Adventures of Confessions of St. Augustine Bear